# ケン・コーポレーション
株式会社ケン・コーポレーション（英: Ken Corporation Ltd.）は、東京都港区に本社を置く不動産会社。略称およびロゴ表記はKEN。
賃貸であれば月額30万円、販売であれば1億円を超えるような高額物件を主力に取り扱う、総合シンクタンク。特に、外国人向け高級物件の賃貸仲介業務においては日本でも草分け的な存在である。

## 沿革
- 1972年（昭和47年）8月 - 田中健介[注 1]が株式会社ケン・コーポレーションを創業[1]。
- 2013年（平成25年）
  - 9月 - 創業以来社長であった田中が代表取締役会長に、副社長であった佐藤繁が代表取締役社長にそれぞれ就任[1]。
  - 12月25日 - 田中が逝去した[1]。
- 2022年（令和4年）3月 - 社長であった佐藤繁が代表取締役会長に、副社長であった中川堅悟が代表取締役社長にそれぞれ就任[2]。

## 関連会社
- ケン不動産リース
- アール・エー・アセット・マネジメント
- ケン不動産投資顧問
- ケン賃貸保証サービス
- ケイエヌプロパティー
- ケン・ヒューマンサービス
- 禅
- シブヤテレビジョン
- ケンメディア（旧：グルーヴコーポレーション→ケングルーヴ）
- プレミア・ビューティ・アンド・スパ
- 株式会社Kアリーナマネジメント
- かつてはプレミア投資法人のメインスポンサーで、プレミア・リート・アドバイザーズの筆頭株主だったが、NTT都市開発及びケネディクスに株式を譲渡している。

## その他

### 保有物件の保存に関する議論
2014年5月、2013年中に取得した旧「日東倉庫日本大通倉庫」（旧「三井物産横浜支店倉庫」、1910年竣工）および旧「三井物産横浜ビル」のうち、前者を解体する意向であることが横浜市に伝えられたが、これらの建物群に対する文化財としての価値を評価する立場から、解体すべきではないという声が挙がっている。
いずれも設計は遠藤於莵が行ったもので、まず倉庫の建設において鉄筋コンクリート造・煉瓦造・木造を用いたのち、ビルの建設において全面的に鉄筋コンクリート造を採用したものである。日本における鉄筋コンクリート造の成立過程を示すもの、さらには世界的にも最初期とされる鉄筋コンクリート造であることから、2014年7月には日本建築学会が横浜市と当社などに対して保存要望書を提出しているほか、市教委は市の文化財への指定を望んでいるとされる。
しかし、方針は変わらず同年11月より翌年にかけて解体されている。

### Kアリーナプロジェクト
横浜市西区みなとみらい（60・61街区）に開発する複合施設。収容人数2万人規模の音楽アリーナ「Kアリーナ横浜」をメインに据え、さらにインターナショナルブランドホテル「ヒルトン横浜」やオフィスビル「Kタワー横浜」などからなる複合開発「ミュージックテラス（Music Terrace）」を計画、2020年8月に着工し2023年7月に竣工。同年9月29日に開業した。
なお、当社は隣接地（60・61街区残存区画）にもオフィスビル、ホテル、ミュージアム、専門学校などからなる「リンケージテラス（Linkage Terrace）」を計画しており、連街区全体で連携しにぎわいの創出を目指している（「Kアリーナ横浜#隣接地の開発」も参照）。